# Nébuleuse du Rectangle rouge
Ne doit pas être confondu avec Nébuleuse du Carré rouge.
Nébuleuse planétaire
La nébuleuse du Rectangle rouge, également connue sous le nom de HD 44179, ou encore V777 Monocerotis (abrégée en V777 Mon) est une protonébuleuse planétaire de forme rectangulaire située à environ 2 300 années-lumière de la Terre dans la constellation de la Licorne. La nébuleuse a été découverte en 1973 lors d'un vol de fusée associé à l'AFCRL Infrared Sky Survey appelé étoile HI. Le système binaire (ADS 4954 A et ADS 4954 B) au centre de la nébuleuse a été observée pour la première fois par l'astronome américain Robert Grant Aitken en l'an 1915.

## Propriétés physiques

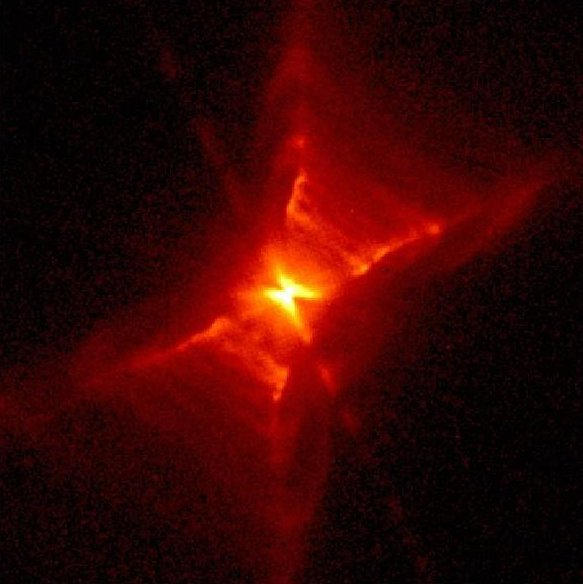
Image Infrarouge de la nébuleuse du rectangle rouge

Des images haute résolution dans le visible et le proche infrarouge de la nébuleuse révèlent une nébuleuse bipolaire compacte hautement symétrique avec des pointes en forme de X qui impliquent une dispersion anisotrope du matériau circumstellaire. Le système binaire central est complètement obscurci, ne fournissant aucune lumière directe. Le rectangle rouge est connu pour être particulièrement riche en hydrocarbures aromatiques polycycliques (HAP). La présence de telles macromolécules porteuses de carbone dans le composant nébulaire en forme de X, alors que les régions équatoriales sont connues pour contenir des grains de poussière interstellaire riches en silicate et des molécules porteuses d'oxygène, a été interprétée comme due à un changement de l'oxygène/carbone par rapport d'abondance de l'étoile primaire au cours de son évolution tardive. Cependant, des HAP pourraient également se former à la suite du développement d'une région centrale de photodissociation, région dans laquelle apparaît une chimie très active due à la dissociation de molécules stables par l'émission UV du système stellaire central. Le rectangle rouge a été la première nébuleuse autour d'une étoile évoluée dans laquelle un disque de débris équatorial en rotation a été bien identifié (l'existence de tels disques n'a été démontrée que dans quelques-uns de ces objets, seule une expansion est observée dans la plupart d'entre eux). Cependant, le disque absorbe la lumière stellaire et n'est pratiquement pas visible dans la belle image optique, qui représente principalement un écoulement relativement diffus qui est très probablement formé de matière extraite du disque plus dense. Les échelons distincts suggèrent plusieurs épisodes d'augmentation du taux d'éjection. Le télescope spatial Hubble a révélé une multitude de nouvelles caractéristiques dans le rectangle rouge qui ne peuvent pas être vues par les télescopes au sol regardant à travers l'atmosphère turbulente de la Terre. Les origines de nombreuses caractéristiques de cette étoile mourante, en particulier son image en forme de rayon X, restent encore cachées, voire carrément mystérieuses. La présence d'une symétrie bipolaire évidente est habituelle dans les nébuleuses protoplanétaires et planétaires. Des théoriciens, comme Noam Soker, Vincent Icke, Adam Frank, et d'autres, ont montré que cette symétrie axiale peut apparaître à la suite de chocs dus à l'interaction de différentes phases des vents stellaires (caractéristique de l'évolution stellaire tardive), mais son origine est encore débattue. D'autre part, la forme en rayon X et la faible vitesse du gaz sortant dans le rectangle rouge sont particulières, probablement parce que son origine (associée à un disque stable et étendu) est différente de celle de la plupart des nébuleuses protoplanétaires.